# Markus Sprengler
Markus Sprengler (* 9. Oktober 1965 in Kaiserslautern) ist ein deutscher Sänger und Musikdozent aus Mannheim (Baden-Württemberg).

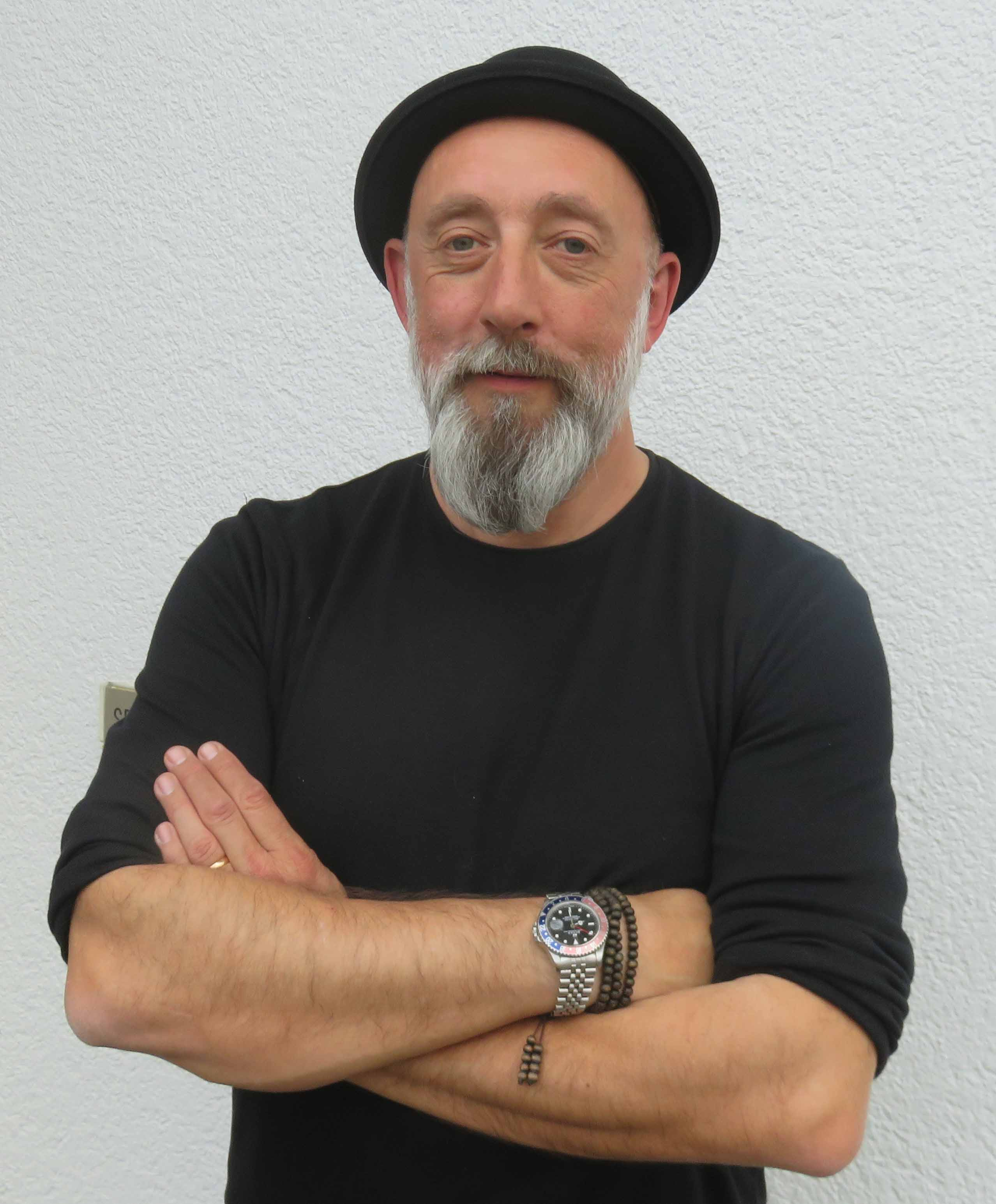
Markus Sprengler (2019)

Sprengler war von 1994 bis 2002 ein Sänger der Ska-Band The Busters. Nach seinem Ausscheiden aus der Band wurde er neben seiner Aufgabe als Popbeauftragter der Stadt Mannheim (2001–2006) Gastdozent der dortigen Popakademie. Zudem war Sprengler ebenso Booker und Leiter des ehemaligen Musikclubs Lagerhaus am nördlichen Ende der Industriestraße (Ecke Diffenéstraße) in Mannheim. Währenddessen gründete er das Bandprojekt Supermercato. Im Frühjahr 2006 legte er seine Tätigkeit bei der Stadt nieder, um als Geschäftsführer in einem Plattenlabel aktiv zu werden. Seit 2007 arbeitet Sprengler als selbstständiger Kulturmanager in den Bereichen Künstlermanagement, Agentur und Event und ist als Musiker mit den Supermercato Allstars aktiv.
Darüber hinaus engagierte sich Sprengler ab 2018 politisch als Bezirksbeirat der Partei Bündnis 90/Die Grünen im multikulturell geprägten Mannheimer Stadtteil Neckarstadt-West und in der Flüchtlingshilfe als Co-Vorsitzender des Vereins Mannheim sagt Ja! 2019 wurde er in den Mannheimer Gemeinderat gewählt.
Kurz nach der Mannheimer Oberbürgermeisterwahl 2023 verließ Sprengler die Gemeinderatsfraktion der Grünen und trat aus der Partei aus. Im November 2023 trat er in die SPD-Fraktion des Stadtrates ein. Für die Mannheimer Kommunalwahl am 9. Juni 2024 kandidierte er ebenfalls für die SPD, verpasste aber die Wiederwahl in den Gemeinderat.

## Diskographie (Auswahl)
- 1995: Shades Of Blue mit Claus Boesser-Ferrari
- 1996: Live in Montreux mit The Busters
- 1998: Make a Move mit The Busters
- 2004: Supermercato
- 2010: Tommy Four Seven - Ataraxia / Sor, Chris Liebing feat. Markus Sprengler
- 2016: Radio Serenity
- 2019: 65 // 19